# Finsterwolderpolder
De Finsterwolderpolder is een polde en een voormalig waterschap in de Nederlandse provincie Groningen.
Met de aanleg in 1819 van de Finsterwolderpolderdijk van Hongerige Wolf tot 2 km ten zuiden van Woldendorp werd deze aanzienlijke polder aangelegd. De polder loosde zijn water via een spuisluis (zijl) in de Oude Geut. Na de aanleg van de Reiderwolderpolder in 1862 werd de afwatering via de bermsloot verlegd naar het noordwesten, om ten slotte terecht te komen in het Afwateringskanaal van de Vereeniging, die via de sluis (later gemaal) bij Fiemel loosde op de Eems. Het kanaal en de sluis werden beheerd door een apart waterschap, De Vereeniging genaamd. Het waterschap onderhield de Oude Geut (die water ontving van de Oostwolderpolder), de bermsloot en enkele kleiwegen.
De polder werd ontsloten via de Provincialeweg en Lipskerweg. De Polderdwarsweg kwam later te vervallen. In de polder stonden negen grote boerderijen, terwijl bij het Finsterwolder Polderzijl het Nieuwe Zijlhuis verrees, dat tot de voltooiing van de Reiderwolderpolder in 1864 dienst deed. De sluis kwam daarna te vervallen.
Waterstaatkundig gezien ligt het gebied sinds 2000 binnen dat van het waterschap Hunze en Aa's.